# Raimundo Asfora
Raimundo Yasbeck Asfora (Fortaleza, 26 de novembro de 1930 — Campina Grande, 6 de março de 1987) foi um advogado, poeta e político brasileiro, com destacada atuação na Paraíba.

## Biografia
Filho de Elias Hissa Asfora e Orminda Yasbeck Asfora, também era neto de uma libanesa e de um sírio. Com dois anos de idade, mudou-se com a família para o Recife, onde, junto com seus irmãos José e Francisco, fizeram o curso primário no Colégio Marista. Ainda na infância, foi para Campina Grande, cidade onde iniciou sua trajetória pública, atuando em grêmios estudantis, a favor de causas defendidas por estudantes secundaristas.
De volta ao Recife, ingressou na Faculdade de Direito da Universidade Federal de Pernambuco, concluindo o curso em 1954. Durante sua fase como estudante universitário, participou, em suas idas a Campina Grande, de vários fins sociais, criando com o colega e amigo Félix de Souza Araújo a Casa do Estudante de Campina Grande. Antes, em 1952, foi nomeado secretário de ação social da administração de Plínio Lemos. Suas atuações o credenciaram à disputa das eleições de 1955, se elegendo vereador pelo PTB com 1.080 votos, permanecendo no cargo até 1959.
Em 1958, foi eleito deputado estadual pelo PSB, e durante seu mandato um projeto de sua autoria fez com que a Assembleia Legislativa da Paraíba ganhasse o nome oficial "Casa Presidente Epitácio Pessoa". Nos anos 60, foi assessor do ministro João Agripino durante o governo de João Goulart, procurador da Fazenda Estadual em 1962, e dois anos depois, assumiu cargo de suplente na Câmara dos Deputados. Com a promulgação do AI-2 em 1965, que eliminou os partidos políticos que até então funcionavam no Brasil, filiou-se à ARENA, quando já encontrava-se afastado da política. Na época, ocupou diferentes cargos na administração pública da Paraíba, sendo procurador da Fazenda, secretário da Prefeitura Municipal de Campina Grande, além de ter sido advogado da Companhia Vale do Rio Doce e assessor parlamentar do Ministério das Minas e Energia.
Em 1976, é eleito vice-prefeito de Campina Grande no pleito que elegeu Enivaldo Ribeiro para a prefeitura municipal. Três anos depois, com a eliminação do bipartidarismo, passa a integrar o PMDB, elegendo-se deputado federal em 1982, com 40.495 votos. Vota favoravelmente à emenda constitucional proposta por Dante de Oliveira (PMDB-MT) que restabeleceria as eleições diretas para Presidente em 1985.
Para as eleições de 1986, é escolhido como vice na chapa que teria Tarcísio Burity como candidato a governador. Burity foi eleito com 755.625 votos, porém, Asfora não chegou a tomar posse.

## Morte
Em 6 de março de 1987, a apenas 9 dias de assumir o cargo, Asfora é encontrado morto na Granja Uirapuru, no bairro de Bodocongó, aos 56 anos. Na época, foi noticiado que ele havia cometido suicídio, logo desmentido - em fevereiro de 1988, legistas da UNICAMP asseguraram, em laudo, que o ex-deputado havia sido assassinado.
Casado por duas vezes, deixou sete filhos - um deles, Gilbran Asfora, seguiu carreira política, exercendo o cargo de deputado estadual entre 1991 e 1999.

## Curiosidades
"Tropeiros da Borborema", interpretada por Luiz Gonzaga e considerada hino extraoficial de Campina Grande, é de autoria de Asfora, que compôs juntamente com seu amigo Rosil Cavalcanti.